# Itsy Bitsy
Itsy Bitsy FM este un post de radio din România, deținut de compania On Air Studio. Itsy Bitsy FM s-a lansat în București, de Sfântul Nicolae, la data de 6 decembrie 2005. A fost lansat ca un radio pentru copii (primul post de radio pentru copii din Europa), ulterior adoptând poziția de „Un radio pentru copii și părinți isteți”.
În 2016, Itsy Bitsy FM a făcut posibil ca ziua de 1 iunie să fie zi liberă națională.

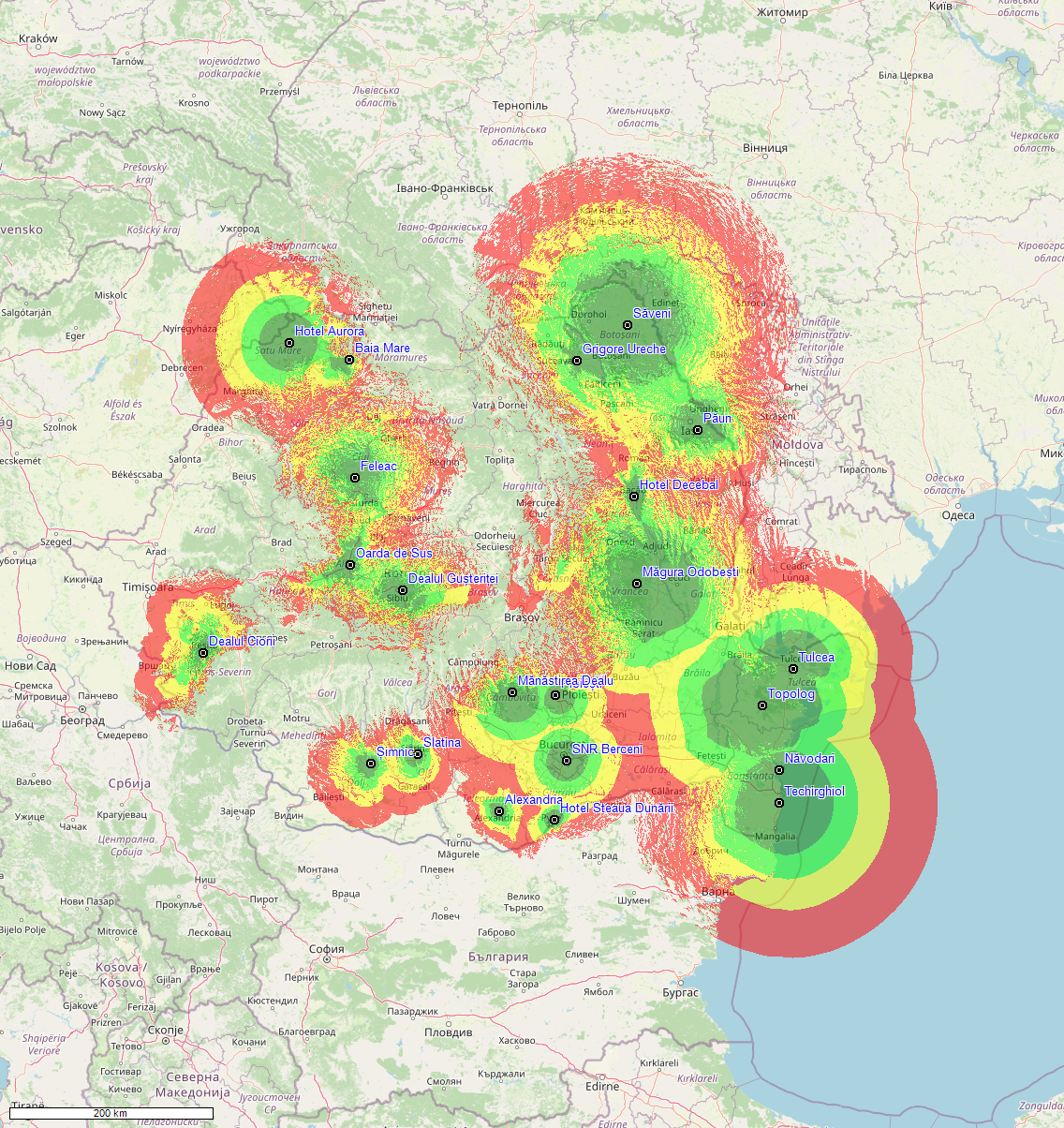
Acoperire aproximativă a semnalului Itsy Bitsy în FM.
Recepționat de orice receiver în zonă
Recepționat bine de un receiver slab al mașinii
Recepționat bine de un receiver puternic al mașinii / de un receiver slab al mașinii (dar cu probleme)
Recepționat de un receiver puternic al mașinii (dar cu probleme)

     Recepționat de orice receiver în zonă
     Recepționat bine de un receiver slab al mașinii
     Recepționat bine de un receiver puternic al mașinii / de un receiver slab al mașinii (dar cu probleme)
     Recepționat de un receiver puternic al mașinii (dar cu probleme)

## Istoric
Postul de radio Itsy Bitsy FM și-a început activitatea din iulie 2005, iar lansarea oficială a avut loc de Sfântul Nicolae, pe 6 decembrie 2005, ca un cadou pentru copiii din România. Lansat ca primul post de radio pentru copii din Europa, în mai 2009 s-a repoziționat pe piață, incluzând și părinții, sub sloganul „Un radio pentru copii și părinți isteți”.
În 2014, postul de radio și-a schimbat radical grila de programe, oferind conținut în proporții de 50% părinților și 50% copiilor, cu o nouă imagine și un nou slogan: „Bucurie în familie”.
„Noua grilă, gândită pentru două publicuri cu nevoi atât de diferite, cum sunt părinții și copiii, reușește să aducă și distracție întregii familii și susținere părintilor”, a spus Nadia Tătaru, co-fondator Itsy Bitsy FM.
În 2016, Itsy Bitsy FM a inițiat și obținut, împreună cu partenerii săi, ca 1 Iunie (Ziua Copilului) să fie zi liberă națională, totodată atrăgând atenția asupra importanței timpului de calitate părinte-copil, pentru sănătatea emoțională a fiecărui copil.
În prezent, brandul Itsy Bitsy include singurul post de radio din România pentru părinți și copii, site-ul itsybitsy.ro, atelierele pentru părinți și copii și evenimentele pentru timpul liber în familie. Radioul emite în eter în București și în peste jumătate din teritoriul României. Poate fi ascultat oriunde și oricând online, prin intermediul aplicației gratuite ITSY BITSY FM, disponibilă în GooglePlay și AppStore.
Itsy Bitsy oferă un mediu sănătos și sigur pentru copii. În jurul postului de radio s-a construit o adevarată comunitate, un grup numeros de oameni interesați de starea de bine a familiei, de educația și creșterea copiilor, de la realizatorii emisiunilor până la specialiști, organizații, instituții, parteneri educaționali și celebrități precum Andreea Marin, Virgil Ianțu și Tily Niculae.

## Frecvențe
Itsy Bitsy FM emite în:
- Alba Iulia – 91,9	FM
- Alexandria – 106,9 FM
- Bacău – 100,6 FM
- Baia Mare – 91,6 FM
- Botoșani – 95,0 FM
- Brăila, Galați, Slobozia – 88,3 FM
- București – 99,3 FM
- Cluj-Napoca – 107,3 FM
- Constanța – 97,8 FM
- Craiova – 94,8 FM
- Focșani – 97,7 FM
- Giurgiu – 91,3 FM
- Iași – 100,4 FM
- Năvodari – 98,2 FM
- Ploiești - 93.3 FM
- Reșița – 87,9 FM
- Satu Mare – 88,7 FM
- Slatina – 89,1 FM
- Sibiu – 97,5 FM
- Suceava – 91,5 FM
- Târgoviște – 104,5 FM
- Tulcea – 89,5 FM

.

## Premii obținute:
| An   | Festivitate                                  | Premiu                                                                                     | Castigatori                                                                |
| ---- | -------------------------------------------- | ------------------------------------------------------------------------------------------ | -------------------------------------------------------------------------- |
| 2008 | Effie Romania                                | Bronze EFFIE pentru campania „Apara Inocenta Copilului Tau”                                | Radio Itsy BItsy & GMP Advertising                                         |
| 2012 | International Advertising Association        | Premiu pentru excelenta in productie RADIO                                                 | Radio Itsy BItsy                                                           |
| 2013 | Consiliul National al Audiovizualului        | Premiu de excelenta pentru programe dedicate copiilor                                      | Radio Itsy BItsy                                                           |
| 2015 | Gala Help Autism                             | Trofeul Generozitatii “Cel mai implicat partener media”                                    | Itsy Bitsy FM                                                              |
| 2016 | PR AWARD                                     | Silver Award for Excellence: Responsabilitate socială și dialog cu grupurile co-interesate | Radio Itsy Bitsy & GMP PR & Point Public Affairs & GMP Advertising         |
| 2016 | PR AWARD                                     | Silver Award for Excellence: Comunicare Corporatistă                                       | Radio Itsy Bitsy & GMP PR & Point Public Affairs & GMP Advertising         |
| 2016 | PR AWARD                                     | Silver Award for Excellence: Buget -, Creativitate +                                       | Radio Itsy Bitsy & GMP PR & Point Public Affairs & GMP Advertising         |
| 2016 | PR AWARD                                     | PR for Greater Good                                                                        | Radio Itsy Bitsy & GMP PR & Point Public Affairs & GMP Advertising         |
| 2016 | PR AWARD                                     | PR Innovator of the Year                                                                   | Radio Itsy Bitsy & GMP PR & Point Public Affairs & GMP Advertising         |
| 2016 | PR AWARD                                     | Golden Award for Excellence pentru Comunicare în domeniul public                           | Radio Itsy Bitsy & GMP PR & Point Public Affairs & GMP Advertising         |
| 2016 | PR AWARD                                     | Golden Award for Excellence for Media Relations                                            | Radio Itsy Bitsy & GMP PR & Point Public Affairs & GMP Advertising         |
| 2016 | Gala Brands for Kids by Forbes               | #1 Brand for kids - “Premiu special pentru calitatea emisiunilor dedicate copiilor”        | Itsy Bitsy FM                                                              |
| 2017 | Gala Femeia Anului Revista Avantaje          | Femeia Anului 2016 la categoria Antreprenoriat feminin                                     | Nadia Tataru, co-fondator Itsy Bitsy FM                                    |
| 2017 | European Excellence Awards in Public Affairs | European Excellence Awards - Storytelling                                                  | Radio Itsy Bitsy, Point Public Affairs, GMP PR, GMP Advertising, Webstyler |
| 2017 | European Excellence Awards in Public Affairs | European Excellence Awards - Eastern Europe                                                | Radio Itsy Bitsy, Point Public Affairs, GMP PR, GMP Advertising, Webstyler |
| 2017 | Effie Awards                                 | Silver Effie - Category Media & Entertainment                                              | Itsy Bitsy FM, GMP Advertising & POINT Public Affairs & GMP PR & Webstyler |
| 2017 | Effie Awards                                 | Gold Effie - Category Engaged Communities                                                  | Itsy Bitsy FM, GMP Advertising & POINT Public Affairs & GMP PR & Webstyler |
| 2017 | Effie Awards                                 | Client of the Year: Itsy Bitsy FM                                                          | Itsy Bitsy FM, GMP Advertising & POINT Public Affairs & GMP PR & Webstyler |
| 2017 | Effie Awards                                 | Bronze Effie - Category Positive Change – Brands                                           | Itsy Bitsy FM, GMP Advertising & POINT Public Affairs & GMP PR & Webstyler |
| 2017 | Effie Awards                                 | BRAND of The Year: ITSY BITSY FM                                                           | Itsy Bitsy FM, GMP Advertising & POINT Public Affairs & GMP PR & Webstyler |
| 2017 | Business Magazin                             | Premiul pentru inovație în relizarea unei campanii de marketing                            | Itsy Bitsy FM                                                              |